# Stade Corregidora
 (mai 2025).
L'Estadio Corregidora est un stade situé en Querétaro au Mexique (à 145km de Mexico) d'une capacité de 40 785 places. Il est nommé en m'honneur de Josefa Ortiz de Domínguez, partisane de l'indépendance lors de la Guerre d'indépendance du Mexique et souvent appelée « la Corregidora » (son mari Miguel Domínguez, était corregidor de Querétaro.
Dans ce stade, le club de football du Querétaro FC y a élu domicile.
Construit en 1985, issu d'une collaboration mexicaine et allemande, il est considéré comme l'un des plus beaux stades du Mexique en raison de son design.

## Histoire
Ce stade construit en 1985 fut également l'hôte de quelques matchs de la Coupe du monde 1986.
Des concerts s'y sont également déroulés : Rod Stewart, Miguel Bosé, Shakira et autres.